# Slavko Cerjak
Slavko Cerjak (* 6. Februar 1956 in Brezice, Jugoslawien; † 22. März 2008 in Ljubljana, Slowenien) war ein jugoslawischer Film-, Theater- und Fernsehschauspieler.
Cerjak wirkte in Jugoslawien an vielen Produktionen mit, ehe er 1984 in der deutsch-österreichischen Co-Produktion Der Sonne entgegen den Dorfpfarrer von Valun spielte. Kurz vor seinem frühen Tod im Jahre 2008 erschien der slowenische Film Pokrajina St.2, in der Cerjak die Hauptrolle des Inspektors Lavrencic darstellte.